# Mastigolina bequaerti
Mastigolina bequaerti är en tvåvingeart som först beskrevs av Munro 1934.  Mastigolina bequaerti ingår i släktet Mastigolina och familjen borrflugor. Inga underarter finns listade i Catalogue of Life.